# Про-Рок (списание)
Про-Рок е българско списание за рок и метъл.

## Създаване
„Про-Рок“ започва да излиза през 2001 г. То се появява във време, в което липсва специализирано издание за метъл и рок на български. Негов издател и главен редактор е Найден Колчев, който с помощта на няколко приятели събира първоначален капитал за отпечатването на два броя. В интервюта той споделя за тези дни, че списанието започва да се прави единствено с „чист ентусиазъм, без подготовка, умения и каквато и да е била концепция“. Името на списанието измисля Дилян „Satyr“ Вичев, който създава и сайта му, стартирал в началото на август, 2001 г. – месец преди дебютния брой.

## Началото
Първият брой излиза в петък, 13 септември, 2001 г. и продава едва 700 бройки. Скоро след това към „Про-Рок“ се присъединяват Георги „Svarog“ Пенев и Виктор „Lord Vickeron“ Колев. Отначало като замисъл списанието трябва да излиза всеки месец, но на този етап силите и финансите на екипа стигат за издаване през два месеца.
Вторият брой продава още по-малко от първия, което прави издаването на „трудния трети“ почти невъзможно. Той все пак излиза в края на същата година и в него е и първото интервю въобще в „Про-Рок“ с голяма метъл банда – „Bolt Thrower“, които са и на корицата.
Четвъртият брой бележи новото начало за „Про-Рок“. Любомир Нанов и присъединилият се малко преди това Адриан „Maldoror“ Лазаровски правят интервюта с Hypocrisy, Immortal, King Diamond, и др. Като цяло се изяснява и концепцията на „Про-Рок“ – предимно за метъл, но без да се загърбват класическите рок корени чрез рубриката „Бащите на рока“.
Постепенно Про-Рок набира скорост и се сдобива с верни поддръжници. За отбелязване е и форумът на списанието, от който впоследствие автори и важна част от екипа до самия му край стават Божидар „Progger“ Михайлов, Калоян „Chinasky“ Стаматов, Анастас „Cadaurus“ Пунев, Румен „Pecado“ Петров, Евтим „radioactive toy“ Станков, Антон „cynical“ Калмуков и др. Неведнъж главният редактор е споменавал, че истинското начало на списанието започва в 16 брой, когато на борда идват Тодор „Hargor“ Тодоров и Стефан „Stiff“ Йорданов.

## Месечно издание
До февруари 2007 г. Про-Рок излиза веднъж на два месеца. Благодарение на помощта на кмета на Каварна Цонко Цонев, то става месечно от брой 33 (корица Cannibal Corpse). Скоро след това уеб-админът на списанието Дилян „Satyr“ Вичев напуска и създава собствен сайт.
Следват силни години за „Про-Рок“, през които списанието налага свой стил чрез силно изразен авторски подход и разнообразни рубрики. Спонсори на списанието стават марките „Джак Даниелс“ и „Каменица“, което заедно с увеличаващия се тираж (средно 2000) и абонатите на списанието гарантират неговото оцеляване и развитие. Най-продаван брой е този с корица „Kreator“ (54 брой от декември, 2008 г.), който надхвърля 3000 тираж. Постепенно икономическата световна криза, която се усеща и в България, води до смаляване на рекламите в медиите, свиването на тиражите и като цяло на покупателната способност на българите.

## Краят
„Про-Рок“ продължава да излиза без прекъсване до февруари 2015 г. Брой 121 е пуснат само в електронен формат и главният му редактор съобщава, че списанието ще излезе само в още няколко броя.
В интервю за „Tangra Mega Rock“ и „Metal Hangar 18“ той изтъква като причини занижения интерес от страна на читателите като цяло към печатните медии, намалялото финансиране или оттегляне на спонсори, и умора на екипа. Последният брой (125-и) излиза през декември 2015 г. само в електронен формат. В последния си увод главният редактор пише:
| „ | Хайде, стига толкова. Дадохме всичко от себе си – дните и нощите си, идеите си, енергията и надеждите си. Казахме всичко, което искахме да кажем, анализирахме всичко, което искахме да анализираме и с този последен брой класирахме всичко, което искахме да класираме. Затворихме кръга напълно и не съжаляваме за нищо. Благодаря на всички приятели и читатели, които ни подкрепяха през годините. 14 години и 125 броя. Мисля, че се справихме добре. RIPro-Rock. | “ |

## Про-Рок днес
На сайта на списанието могат да се изтеглят безплатно почти всички броеве на списанието, както и няколко електронни сборника за различни стилове. Сайтът е и онлайн магазин за плочи, а някои от авторите споделят мнения във фейсбук групата на списанието.

## Автори в Про-Рок
- Адриан Лазаровски,
- Анастас Пунев,
- Антон Андонов,
- Антон Калмуков,
- Божидар Михайлов,
- Борис Първев,
- Велин Станев,
- Виктор Колев,
- Георги Пенев,
- Дени Петрунова,
- Десислава Радкова,
- Дилян Вичев,
- Димитър Риков,
- Евтим Станков,
- Ивайло Георгиев,
- Иван Стоянов,
- Йордан Кънев,
- Калоян Стаматов,
- Красимир Кунчев,
- Любомир Нанов,
- Мария Колчева,
- Мартин Николов,
- Мартина Маринова,
- Милена Радева,
- Михаил Маринов,
- Найден Колчев,
- Николай Василев,
- Румен Петков,
- Стефан Йорданов,
- Стоян Райков,
- Таня Стоянова,
- Теодора Мусева,
- Тодор Тодоров,
- Христиан Йовчев,
- Христина Костова,
- Христо Георгиев и др.